# غربال پراکنش‌گیر

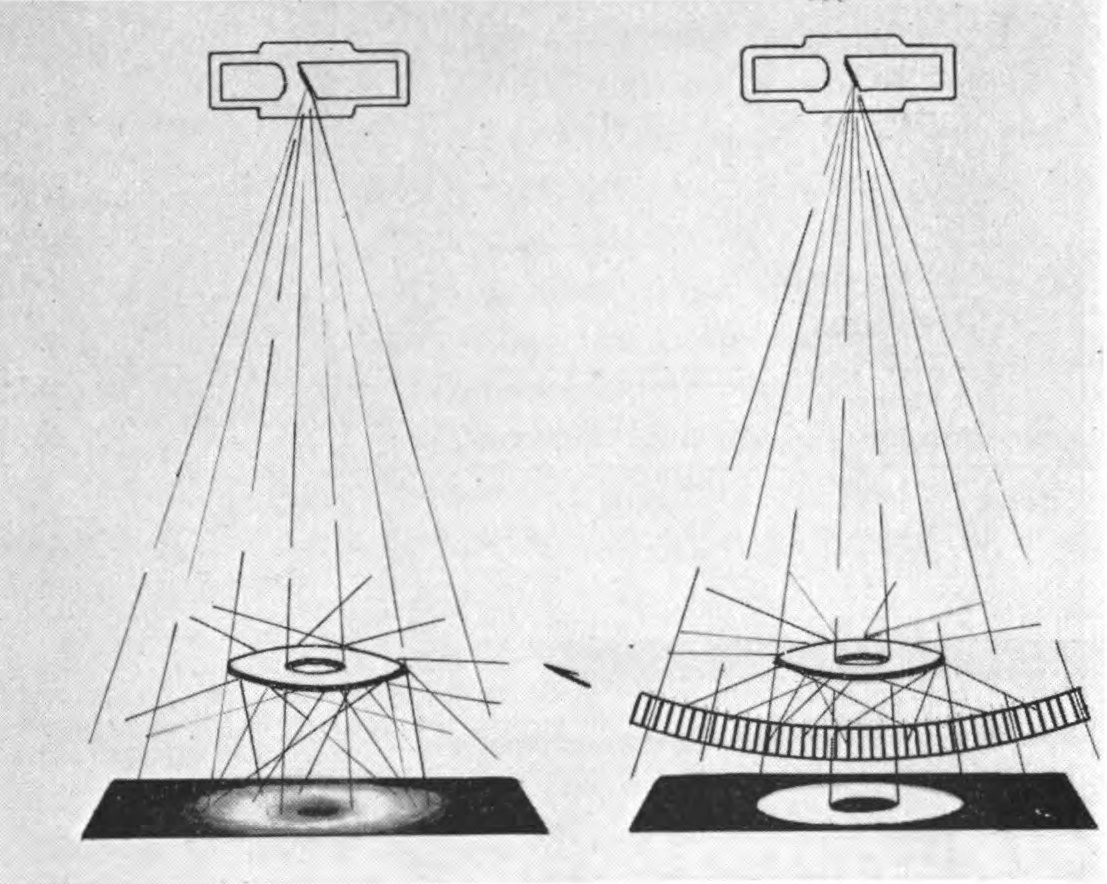
نمودار غربال پراکنش‌گیر. جسم مات که در پرتو اشعه ایکس عکس گرفته می‌شود، سایه ای ایجاد می‌کند که توسط پرتوهای ثانویه ایجاد شده در هنگام جذب پرتوهای اولیه تا حدودی محو می‌شود. پرتوهای ثانویه از نقاط مبدأ در همه جهات حرکت می‌کنند و با افزایش ضخامت یا چگالی جسم، شمار آنها به شدت افزایش می‌یابد. نوارهای سرب که به صورت شعاعی قرار گرفته‌اند، با چوب یا مواد شفاف دیگر فاصله دارند، تشعشعات ثانویه زاویه ای را غربال می‌کنند در حالی که به بیشتر پرتوهای اولیه اجازه می‌دهند به فیلم برسند. این نمودار نوع اصلی غربال متحرک «منحنی» را نشان می‌دهد. حرکت غربال با سرعت یکنواخت در طول زمان قرار گرفتن در معرض به‌طور مؤثر سایه‌های خطی نوارهای سربی را پاک کرد. امروزه از هر دو غربال متحرک و ثابت استفاده می‌شود. در مورد دومی، که ممکن است ۸۰ تا ۱۰۰ خط در اینچ داشته باشد، حرکت غربال غیر ضروری است زیرا خطوط غربال، اگرچه در رادیوگرافی‌ها وجود دارند، تنها با بازرسی بسیار دقیق قابل مشاهده هستند. برای موقعیت‌هایی که تولید تشعشعات ثانویه مزاحم به‌ویژه زیاد است، غربال‌های متقاطع با نوارهای سربی در دو لایه، یکی با زاویه ۹۰ درجه نسبت به دیگری در دسترس هستند.

غربال پراکنش‌گیر (به انگلیسی: Anti-scatter grid) (همچنین به عنوان شبکه باکی پاتر شناخته می‌شود) وسیله ای است برای محدود کردن میزان پرتوهای پراکنده که به آشکارساز می‌رسد.
در نتیجه غربال پراکنش‌گیر کیفیت تصاویر تشخیصی اشعه ایکس پزشکی را بهبود می‌بخشد. شبکه در طرف مقابل بیمار از منبع اشعه ایکس و بین بیمار و آشکارساز اشعه ایکس یا فیلم قرار می‌گیرد. کاهش میزان پرتوهای ایکس پراکنده، وضوح کنتراست تصویر و در نتیجه دید بافت‌های نرم را افزایش می‌دهد.